# Город и город (телефильм, 2018)
«Город и город» (англ. The City & The City) — четырёхсерийный телевизионный фильм, снятый в Великобритании в 2018 году по мотивам одноимённого фантастического романа Чайны Мьевиля. Режиссёр — Том Шенкленд.

## Сюжет
Так сложилось, что два города-государства, Бешель и Уль-Кома, располагаются на одной и той же территории. Их жители строят свои дома и ездят на своих машинах по одним и тем же улицам, но им строжайше запрещено даже видеть своих соседей, не то что общаться с ними. Попасть из одного города в другой можно только по специальному разрешению властей, а любой недозволенный контакт немедленно карается таинственной и беспощадной организацией под названием «Пролом».
В Бешеле находят труп молодой женщины. Инспектор бешельской полиции Тиадор Борлу и его помощница Лизбьет Корви быстро выясняют, что убитую зовут Махалия Гири. Она гражданка США, училась в Уль-Коме и очень интересовалась конспирологической теорией о третьем, тайном городе Орсини, существующем параллельно с Бешелем и Уль-Комой. Так как Махалию убили в Уль-Коме, Борлу отправляется туда в командировку, чтобы вести расследование вместе с местной женщиной-детективом Киссимой Датт. У Борлу есть и личный мотив: он уже пять лет пытается узнать что-нибудь о своей жене Катринии, которая тоже была одержима поисками Орсини и однажды бесследно исчезла.

## Художественные особенности
Весь визуальный ряд и антураж фильма постоянно подчеркивает разницу и резкий антагонизм между городами, разделёнными не физической, но ментальной и юридической границей. Всё, что в данный момент находится для героя по ту сторону границы, показано размытым. «Свои» и «чужие» громоздятся в пространстве кадра, смешиваясь, загораживая друг друга; «запретное» то и дело вдруг становится резким, когда герой на миг забывает, что́ должен «не-видеть», или сознательно плюёт на запрет.
Бешель показан как довольно архаичный и мрачноватый город в жёлто-коричневых тонах, с захламлёнными окраинами и вечными лужами под ногами. По улицам ездят старые автомобили, в основном производства СССР и социалистических стран, силы порядка вооружены автоматами Калашникова, инспектор Борлу носит пистолет Макарова и смотрит дома фильмы на плёнке с помощью кинопроектора. Уль-Кома — слепящий огнями мегаполис XXI века со стеклянными небоскрёбами и хай-теком на каждом шагу, там носят яркие цвета (кроме жёлтого, он считается почти неприличным) и ездят на современных «Ауди» и «Мерседесах». 
В Бешеле, по сюжету фильма, говорят на языке, родственном английскому. Бешельские тексты написаны по-английски латиницей с вкраплениями кириллических букв и с диакритическими знаками, напоминающими чешский алфавит. Язык Уль-Комы («иллитанский») специально для фильма разработала профессиональный лингвист доктор Алисон Лонг из Килского университета. Она придумала грамматику, словарь (около 1800 слов), произношение и письменность на основе грузинского алфавита. Таким образом, её иллитанский является не бутафорским, а вполне пригодным для настоящего общения языком. Алисон Лонг, кроме того, сыграла в фильме эпизодическую роль.

## Критика
Отзывы критиков были в целом благоприятными. Фильм сравнивали с «Бегущим по лезвию» и произведениями Джона Ле Карре, и даже назвали  «фантастической адаптацией нестандартного литературного чуда». В то же время звучала и оценка картины как «нерешительной (англ. flat-footed) экранизации».

## В ролях
- Дэвид Моррисси — инспектор Борлу
- Лара Пулвер — Катриния Перла
- Мандип Диллон — констебль Корви
- Рон Кук — комиссар Гадлем
- Денни Уэбб — майор Седр
- Кристиан Камарго — профессор Боуден
- Мария Шрадер — старший детектив Киссима Датт
- Паприка Стин — профессор Мона Уль-Нади
- Роберт Фирт — Майк Горс
- Морвед Кларк — Йоланда Старк
- Андреа Декк — Махалия Гири
- Кори Джонсон — отец Махалии
- Дебора Уэстон — мать Махалии
- Михаэль Мошонов — Айкам
- Коки Фалкоу — Шукман